# Walter López (Schiedsrichterassistent)
Walter Enrique López Ramos (* 2. Februar 1978) ist ein honduranischer Fußballschiedsrichterassistent. Er steht als dieser seit 2013 auf der Liste der FIFA-Schiedsrichter.

## Karriere
Als Assistent begleitete er nebst einigen weiteren unter anderem international Spiele bei der mehreren U-Turnieren und beim Gold Cup 2019 sowie 2021 als auch beim Arabien-Pokal 2021. Zur Weltmeisterschaft 2022 wurde er ins Aufgebot der Assistenten berufen.